# Бачинони, Венан
Венан Бачинони (рунди Venant Bacinoni; 20 февраля 1940, Бурунди — 23 июля 2022) — бурундийский католический прелат, епископ Бурури с 25 июня 2007 года по 15 февраля 2020 года.

## Биография
20 апреля 1965 года Венан Бачинони был рукоположён в священника.
25 июня 2007 года Римский папа Бенедикт XVI назначил Венана Бачинони епископом Бурури. 8 сентября 2007 года состоялось рукоположение Венана Бачинони в епископа, которое совершил архиепископ Бужумбуры Эварист Нгоягойе в сослужении с архиепископом Гитеги Симоном Нтамваной и епископом Бубанзы Жаном Нтагварарой. Ушёл в отставку 15 февраля 2020 года.
Скончался 23 июля 2022 года.